# Вътре в мен (албум)
„Вътре в мен“ е седмият попфолк албум на певицата Райна. Издаден е от Пайнер през 2012 година и включва 16 песни. Най-голям успех постигат песните „Вътре в мен“, „Какъв подарък“, „Мирно“, „Пълна промяна“ и „Ще ти говоря за любов“ - в дует със Стефан Митров.

## Песни
1. „Вътре в мен“
2. „Ти ли си“
3. „Нищо лично“
4. „Не ползвам чужди вещи“
5. „Какъв подарък“
6. „Монахини будни няма“
7. „Мирно“
8. „Лошо момче“ (дует с Димана)
9. „Пълна промяна“
10. „Ще ти говоря за любов“ (дует със Стефан Митров)
11. „Какво ти мисля“
12. „Онези три неща“
13. „Дай ми любов“
14. „Кажи ѝ, че съм ти сестра“
15. „На кой е колата“ (дует с Expose)
16. „Ще кажа да“

## Видеоклипове
| Видеоклип                | Премиера   | Албум       | Режисьор        |
| ------------------------ | ---------- | ----------- | --------------- |
| Какъв подарък            | 05.11.2009 | Вътре в мен | Николай Скерлев |
| Ще ти говоря за любов    | 18.02.2010 | Вътре в мен | Николай Скерлев |
| Какво ти мисля           | 01.06.2010 | Вътре в мен | Николай Нанков  |
| Мирно                    | 18.08.2010 | Вътре в мен | Николай Нанков  |
| Пълна промяна            | 04.10.2010 | Вътре в мен | Николай Скерлев |
| Ти ли си                 | 07.03.2011 | Вътре в мен | Николай Скерлев |
| Кажи ѝ, че съм ти сестра | 10.05.2011 | Вътре в мен | Николай Скерлев |
| Лошо момче               | 05.07.2011 | Вътре в мен | Николай Скерлев |
| На кой е колата          | 03.10.2011 | Вътре в мен | Николай Скерлев |
| Не ползвам чужди вещи    | 06.12.2011 | Вътре в мен | Николай Скерлев |
| Вътре в мен              | 20.04.2012 | Вътре в мен | Йордан Петков   |
| Монахини будни няма      | 28.06.2012 | Вътре в мен | Йордан Петков   |
| Нищо лично               | 20.09.2012 | Вътре в мен | Николай Скерлев |
| Ще кажа да               | 08.11.2012 | Вътре в мен | Николай Скерлев |

## ТВ Версии
| Видеоклип      | Албум       | Програма/Режисьор                                            |
| -------------- | ----------- | ------------------------------------------------------------ |
| Дай ми любов   | Вътре в мен | Коледна програма „Коледен подарък“                           |
| Какво ти мисля | Вътре в мен | Промоция „Официално забранен“, Лятна програма „Лятна фиеста“ |
| Мирно          | Вътре в мен | Лятна програма „Лятна фиеста“                                |
| Ти ли си       | Вътре в мен | Коледна програма на „Коледа“                                 |
| Онези три неща | Вътре в мен | Петър Картулев                                               |

## Музикални изяви

### Участия в концерти
- 8 години телевизия „Планета“ – изп. „Какъв подарък“
- Награди на телевизия „Планета“ за 2009 г. – изп. „Ще ти говоря за любов“
- Награди на списание „Нов фолк“ за 2009 г. – изп. „Ще ти говоря за любов“
- Турне „Планета Дерби“ 2010 (Пловдив) – изп. „Какво ти мисля“, „Мирно“ и „Какъв подарък“
- 9 години телевизия „Планета“ – изп. „Какво ти мисля“ и „Мирно“
- Награди на телевизия „Планета“ за 2010 г. – изп. „Ти ли си“
- 10 години телевизия „Планета“ – изп. „Кажи ѝ, че съм ти сестра“, „Лошо момиче“ и „На кой е колата“
- 2 години „Планета HD“ – изп. „И това е любов“ и „Вътре в мен“
- 11 години телевизия „Планета“ – изп. „Ще кажа да“